# Genestelle
Genestelle é uma comuna francesa na região administrativa de Auvérnia-Ródano-Alpes, no departamento de Ardèche. Estende-se por uma área de 21,43 km². Em 2010 a comuna tinha 283 habitantes (densidade: 13,2 hab./km²).